# Турчјанске Јасено
Турчјанске Јасено (слч. Turčianske Jaseno) насељено је мјесто са административним статусом сеоске општине (слч. obec) у округу Мартин, у Жилинском крају, Словачка Република.

## Становништво
| Година:    | 1994. | 2004.   | 2014.   | 2024.    |
| ---------- | ----- | ------- | ------- | -------- |
| Број људи: | 346   | 354     | 365     | 478      |
| Разлика:   |       | +2,31 % | +3,10 % | +30,95 % |

| Година:    | 2023. | 2024.   |
| ---------- | ----- | ------- |
| Број људи: | 470   | 478     |
| Разлика:   |       | +1,70 % |

Према подацима о броју становника из 2011. године насеље је имало 361 становника.